# 笛吹雅子
笛吹 雅子（うすい まさこ、1968年5月2日 - ）は、日本テレビ報道局社会部、皇室担当 解説委員。元同局アナウンサー。奈良県奈良市出身。血液型O型。身長160cm。

## 来歴・人物
- 奈良市立二名中学校を卒業後、奈良県立奈良高等学校を経て、神戸女学院大学総合文化学科在学中「FMリクエストアワー」（NHK奈良放送局）のアシスタントを務める。大学卒業後の1991年にアナウンサーとして入社。 同期は河村亮（2022年5月、在職中に急死[2]）、金子茂（総務局に異動）、藪本雅子（異動、退社後、フリー転身）。
- 2002年1月1日付けで報道局に異動し、9か月司法クラブ記者などを経験。報道局社会部にて『ACTION 日本を動かすプロジェクト』と皇室を担当。社会部 解説委員を務める。
- 元NHKアナウンサーの有働由美子とは、大学の同級生で交友がある[3]。『news zero』では、有働をメインキャスターに迎えた2018年10月1日以降の放送で、皇室関連のニュースを扱う場合に「日本テレビ宮内庁担当記者」という肩書で随時出演。スタジオで有働と共演することもあった。

## 趣味など
- 各種のお茶を飲むこと、空を見ること、山手線にのること、日曜大工
- モットー ｢凛と立つ｣
- 高校時代は硬式テニス部に所属

## 出演番組
シューイチ卒業を最後にレギュラーはない。

## アナウンサー時代
レギュラーで出演していた情報番組
| 期間          | 期間          | 番組名                 | 役職                 |
| ------------- | ------------- | ---------------------- | -------------------- |
| 1992年10月4日 | 1995年3月26日 | THE・サンデー          | スポーツコーナー担当 |
| 1995年4月3日  | 2001年3月30日 | ルックルックこんにちは | 司会                 |

バラエティ・特別番組・その他
- あすの全国の天気（1991年10月 - 1993年3月）
- 放送開始前テストパターンアナウンス（1991年10月 - 1999年12月）：なお不定期
- 徳光の「地球時代です」!（1991年10月 - 1992年3月）
- 緊急警報装置試験電波発射テストアナウンス（1995年 - 報道局異動後も継続）
- さんま&SMAP!美女と野獣のクリスマススペシャル（1995年 - 2001年）
- 24時間テレビ21 - 23（1998年 - 2000年）
- 読響オーケストラハウス
- さわやかニッポン
- 週刊ストーリーランド（1999年10月 - 2001年9月）
- ステキにごはん
- ジパングあさ6
- おしゃれカンケイ（提供読み）
- オススメッ!（ナレーション）

## 報道局時代
| 期間          | 期間          | 番組名                          | 役職                                        |
| ------------- | ------------- | ------------------------------- | ------------------------------------------- |
| 2002年9月30日 | 2006年3月31日 | NNNニュースプラス1              | キャスター                                  |
| 2006年4月3日  | 2010年3月26日 | NNN Newsリアルタイム            | キャスター                                  |
| 2008年1月6日  | 2013年4月27日 | ACTION 日本を動かすプロジェクト | 司会                                        |
| 2011年4月3日  | 2021年3月28日 | シューイチ                      | ニュース解説担当                            |
| 2021年4月     | 現在          | 各報道・ワイドショー番組        | 宮内庁担当での不定期出演                    |
| 2021年4月25日 | 現在          | 皇室日記                        | 宮内庁担当での不定期出演→プロデューサー担当 |

### テレビドラマ
- 伝説の教師 第6話「カンニングして何が悪い!? 下着泥棒の秘密」（2000年5月20日）：看護師・美奈子 役
- 金田一少年の事件簿 第3シリーズ 第1話「幽霊客船殺人事件」（2001年7月14日）：剣持和枝 役
- 愛情イッポン!（2004年）：夏八木理津子 役
- 報道特別ドラマスペシャル アース・クエイク 平成18年春・東京大震災（2006年4月3日）：本人役

### 映画
- ゴジラvsメカゴジラ（1993年）：清水寺・観光客[1]
- 耳をすませば（1995年）：数学教師 役
- 252 生存者あり（2008年）：ニュースキャスター 役

## 関連人物
- 鴨居真理子（西日本放送アナウンサー）：就職活動期からの友人
- 奥田麻衣（同上）：笛吹、有働と同じ神戸女学院大学文学部の後輩にあたる。